# ATP Challenger Tour Finals 2011 - Singolare
Il singolare  dell'ATP Challenger Tour Finals 2011 è stato un torneo di tennis facente parte dell'ATP Challenger Tour 2011.
Cedrik-Marcel Stebe ha battuto in finale Dudi Sela con il punteggio di 6–2, 6–4.

## Teste di serie
1. Thomaz Bellucci (semifinali)
2. Rui Machado (round robin)
3. Martin Kližan (round robin)
4. Dudi Sela (finale)

1. Cedrik-Marcel Stebe (campione)
2. Andreas Beck (semifinali)
3. Matthias Bachinger (round robin)
4. Bobby Reynolds (round robin)

## Tabellone

### Legenda
| - Q = Qualificato - WC = Wild card - LL = Lucky loser | - ALT = Alternate - SE = Special Exempt - PR = Protected Ranking | - w/o = Walkover - r = Ritirato - d = Squalificato |

### Finali
|  | Semifinali | Semifinali          | Semifinali      | Semifinali | Semifinali |  |  | Finale | Finale              | Finale              | Finale | Finale |  |
|  |            |                     |                 |            |            |  |  |        |                     |                     |        |        |  |
|  | 6          | Andreas Beck        | 7               | 63         | 64         |  |  |        |                     |                     |        |        |  |
|  | 5          | Cedrik-Marcel Stebe | 5               | 7          | 7          |  |  | 5      | Cedrik-Marcel Stebe | Cedrik-Marcel Stebe | 6      | 6      |  |
|  | 4          | Dudi Sela           | Dudi Sela       | 6          | 6          |  |  | 4      | Dudi Sela           | Dudi Sela           | 2      | 4      |  |
|  | 1          | Thomaz Bellucci     | Thomaz Bellucci | 4          | 4          |  |  |        |                     |                     |        |        |  |

### Gruppo Verde
|   |                 | Bellucci         | Kližan           | Beck          | Reynolds      | RR V-P | Set V-P | Game V-P | Classifica |
| 1 | Thomaz Bellucci |                  | 3–6, 6–4, 7–6(7) | 4–6, 6–4, 4–6 | 6–3, 6–3      | 2–1    | 5–3     | 42–38    | 2          |
| 3 | Martin Kližan   | 6–3, 4–6, 6(7)–7 |                  | 3–6, 1–6      | 2–6, 6–3, 1–6 | 0–3    | 2–6     | 29–43    | 4          |
| 6 | Andreas Beck    | 6–4, 4–6, 6–4    | 6–3, 6–1         |               | 6–3, 7–5      | 3–0    | 6–1     | 41–26    | 1          |
| 8 | Bobby Reynolds  | 3–6, 3–6         | 6–2, 3–6, 6–1    | 3–6, 5–7      |               | 1–2    | 2–5     | 29–34    | 3          |

La classifica viene stilata in base ai seguenti criteri: 1) Numero di vittorie; 2) Numero di partite giocate; 3) Scontri diretti (in caso di due giocatori pari merito); 4) Percentuale di set vinti o di games vinti (in caso di tre giocatori pari merito); 5) Decisione della commissione.

### Gruppo Giallo
|   |                     | Machado          | Sela        | Stebe         | Bachinger        | RR V-P | Set V-P | Game V-P | Classifica |
| 2 | Rui Machado         |                  | 6–2, 6–2    | 5–7, 0–6      | 3–6, 7–6(4), 6–4 | 2–1    | 4–3     | 33–33    | 3          |
| 4 | Dudi Sela           | 2–6, 2–6         |             | 6–4, 7–6(3)   | 6–2, 6–2         | 2–1    | 4–2     | 29–26    | 1          |
| 5 | Cedrik-Marcel Stebe | 7–5, 6–0         | 4–6, 6(3)–7 |               | 6–4, 2–6, 6–4    | 2–1    | 4–3     | 37–32    | 2          |
| 7 | Matthias Bachinger  | 6–3, 6(4)–7, 4–6 | 2–6, 2–6    | 4–6, 6–2, 4–6 |                  | 0–3    | 2–6     | 34–42    | 4          |

La classifica viene stilata in base ai seguenti criteri: 1) Numero di vittorie; 2) Numero di partite giocate; 3) Scontri diretti (in caso di due giocatori pari merito); 4) Percentuale di set vinti o di games vinti (in caso di tre giocatori pari merito); 5) Decisione della commissione.